# Herb Pakistanu
Herb Pakistanu został przyjęty na wniosek rządu w 1955 r. Herb przedstawia tarczę, podzieloną na 4 części, w których figurują 4 stylizowane rośliny, będące podstawą gospodarki rolnej kraju: bawełna, juta, herbata i pszenica. Umieszczenie symboli rolnictwa jako głównych elementów herbu ma podkreślać znaczenie tej dziedziny gospodarki Pakistanu. Nad tarczą znajduje się półksiężyc (hilal) i gwiazda – symbole islamu, głównej religii Pakistanu. Od dołu i boków herb otoczony jest przez wieńce z kwiatów – narcyzów. Nawiązuje to do historii Pakistanu, który znajdował się pod władzą dynastii Mogołów, kiedy to motyw narcyzów był często spotykanym elementem dekoracyjnym.
U dołu herbu znajduje się wstęga z napisem w języku urdu stanowiącym dewizę kraju: ایمان ، اتحاد ، نظم (Iman, Ittehad, Nazm) - Wiara, Jedność, Dyscyplina. Są to słowa założyciela Pakistanu - Muhammada Alego Jinnaha na temat tego, jakie wartości mają być podstawą budowy państwa. 
Herb Pakistanu jest zielony na białym tle. Kolor zielony jest barwą islamu i w ten sposób po raz drugi w godle podkreślona jest rola tej religii.

## Historia

Gwiazda Indii, godło używane w Indiach podczas Indii Brytyjskich.
Pierwsze godło Pakistanu 1947–1955
Herb Bahawalpuru 1802–1955 (dawne księstwo muzułmańskie znajdujące się na obszarze Pendżabu
Godło Chitralu
Godło Pakistanu Wschodniego 1947–1971
Godło Terytoriow Plemiennych Administrowanych Federalnie 1947–2018

## Regionalne emblematy

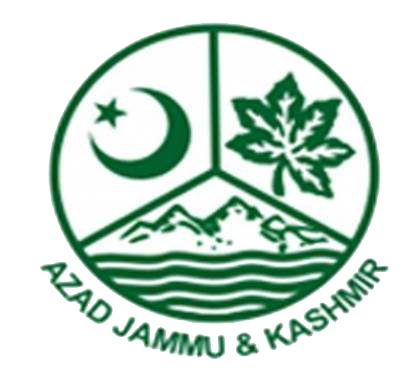
Azad Dżammu i Kaszmir
Chajber Pasztunchwa
Prowincja Pendżab
Prowincja Sindh
Prowincja Beludżystan